# Abitibi-Ouest (circonscription provinciale)
Pour les articles homonymes, voir Abitibi-Ouest et Abitibi (homonymie).
Circonscription électorale provinciale du Canada
Abitibi-Ouest est une circonscription électorale provinciale du Québec située dans la région de l'Abitibi-Témiscamingue. 
L'ancien député François Gendron, du Parti québécois, élu pour la première fois lors de l'élection de 1976 et la représente jusqu'en 2018. Il fut le plus ancien député à l'Assemblée nationale. Dans le milieu, on fait souvent référence à la circonscription en parlant de la « forteresse Gendron », en raison de la victoire constante de ce dernier depuis 1976.

## Historique
La circonscription électorale d'Abitibi-Ouest a été créée en même temps que celle d'Abitibi-Est en 1944. Ces deux circonscriptions ont été formées par l'abolition de l'ancien district électoral d'Abitibi, lui-même créé en 1922. Les limites de la circonscription sont modifiées en 1972, 1980, 2001 et 2011].

## Territoire et limites
Sa superficie est de 11 528 km2 et sa population était, en 2016, de 45 180 personnes. La circonscription comprend les municipalités suivantes :
- Amos
- Authier
- Authier-Nord
- Barraute
- Berry
- Champneuf
- Chazel
- Clermont
- Clerval
- Duparquet
- Dupuy
- Gallichan
- La Corne
- La Morandière
- La Motte
- Landrienne
- La Reine
- La Sarre
- Lac-Chicobi
- Lac-Despinassy
- Lac-Duparquet
- Landrienne
- Launey
- Macamic
- Normétal
- Palmarolle
- Pikogan
- Poularies
- Preissac
- Rapide-Danseur
- Rivière-Ojima
- Rochebaucourt
- Roquemaure
- Saint-Dominique-du-Rosaire
- Sainte-Germaine-Boulé
- Sainte-Gertrude-Manneville
- Sainte-Hélène-de-Mancebourg
- Saint-Félix-de-Dalquier
- Saint-Lambert
- Saint-Marc-de-Figuery
- Saint-Mathieu-d'Harricana
- Taschereau
- Trécesson
- Val-Saint-Gilles

## Liste des députés

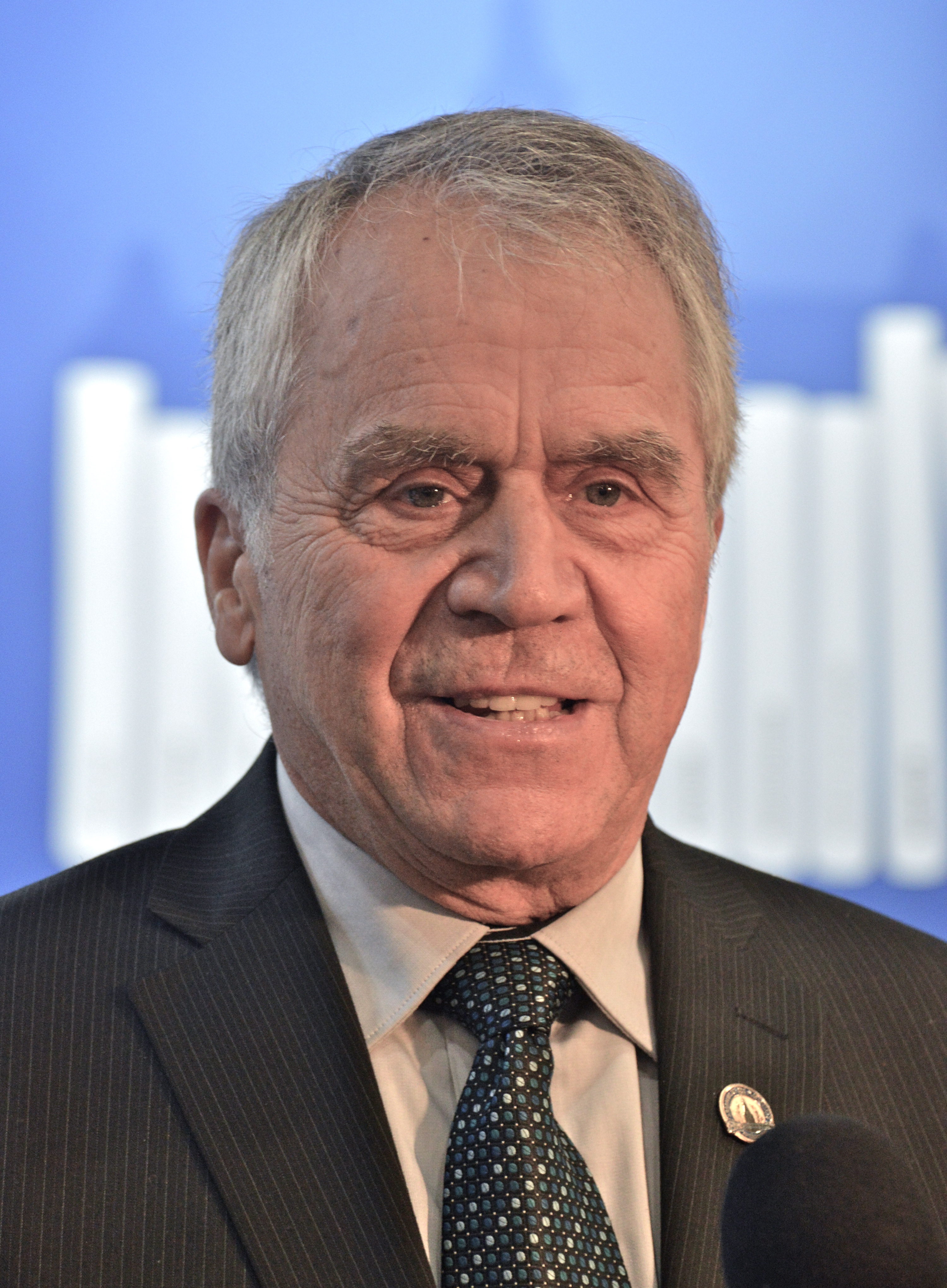
François Gendron est député d'Abitibi-Ouest de 1976 à 2018

| Législature   | Années       | Député | Député             | Parti                 |
| ------------- | ------------ | ------ | ------------------ | --------------------- |
| Abitibi-Ouest |              |        |                    |                       |
| 22e           | 1944–1948    |        | Émile Lesage       | Union nationale       |
| 23e           | 1948–1952    |        | Émile Lesage       | Union nationale       |
| 24e           | 1952–1956    |        | Émile Lesage       | Union nationale       |
| 25e           | 1956–1960    |        | Alcide Courcy      | Libéral               |
| 26e           | 1960–1962    |        | Alcide Courcy      | Libéral               |
| 27e           | 1962–1966    |        | Alcide Courcy      | Libéral               |
| 28e           | 1966–1970    |        | Alcide Courcy      | Libéral               |
| 29e           | 1970–1973    |        | Aurèle Audet       | Ralliement créditiste |
| 29e           | 1972–1972    |        | Aurèle Audet       | Indépendant           |
| 29e           | 1972–1973    |        | Aurèle Audet       | Ralliement créditiste |
| 30e           | 1973–1976    |        | Jean-Hugues Boutin | Libéral               |
| 31e           | 1976–1981    |        | François Gendron   | Parti québécois       |
| 32e           | 1981–1985    |        | François Gendron   | Parti québécois       |
| 33e           | 1985–1989    |        | François Gendron   | Parti québécois       |
| 34e           | 1989–1994    |        | François Gendron   | Parti québécois       |
| 35e           | 1994–1998    |        | François Gendron   | Parti québécois       |
| 36e           | 1998–2003    |        | François Gendron   | Parti québécois       |
| 37e           | 2003–2007    |        | François Gendron   | Parti québécois       |
| 38e           | 2007–2008    |        | François Gendron   | Parti québécois       |
| 39e           | 2008–2012    |        | François Gendron   | Parti québécois       |
| 40e           | 2012–2014    |        | François Gendron   | Parti québécois       |
| 41e           | 2014–2018    |        | François Gendron   | Parti québécois       |
| 42e           | 2018–2022    |        | Suzanne Blais      | Coalition avenir      |
| 43e           | 2022–présent |        | Suzanne Blais      | Coalition avenir      |

## Résultats électoraux
|                                                                                               | Nom                      | Parti            | Nombre de voix | %      | Maj.  |
| --------------------------------------------------------------------------------------------- | ------------------------ | ---------------- | -------------- | ------ | ----- |
|                                                                                               | Suzanne Blais (sortante) | Coalition avenir | 10 399         | 46,7 % | 5 780 |
|                                                                                               | Samuel Doré              | Parti québécois  | 4 619          | 20,8 % | -     |
|                                                                                               | Alexis Lapierre          | Québec solidaire | 3 623          | 16,3 % | -     |
|                                                                                               | François Vigneault       | Conservateur     | 2 293          | 10,3 % | -     |
|                                                                                               | Guy Bourgeois            | Libéral          | 1 153          | 5,2 %  | -     |
|                                                                                               | Jonathan Blanchette      | Union nationale  | 159            | 0,7 %  | -     |
| Total                                                                                         | Total                    | Total            | 22 246         | 100 %  |       |
| Le taux de participation lors de l'élection était de 63,7 % et 319 bulletins ont été rejetés. |                          |                  |                |        |       |

|                                                                                               | Nom                 | Parti               | Nombre de voix | %      | Maj. |
| --------------------------------------------------------------------------------------------- | ------------------- | ------------------- | -------------- | ------ | ---- |
|                                                                                               | Suzanne Blais       | Coalition avenir    | 7 680          | 34,1 % | 194  |
|                                                                                               | Sylvain Vachon      | Parti québécois     | 7 486          | 33,3 % | -    |
|                                                                                               | Rose Marquis        | Québec solidaire    | 3 735          | 16,6 % | -    |
|                                                                                               | Martin Veilleux     | Libéral             | 2 546          | 11,3 % | -    |
|                                                                                               | Stéphane Lévesque   | Citoyens au pouvoir | 388            | 1,7 %  | -    |
|                                                                                               | Yan-Dominic Couture | Vert                | 254            | 1,1 %  | -    |
|                                                                                               | Eric Lacroix        | Conservateur        | 248            | 1,1 %  | -    |
|                                                                                               | Maxim Sylvestre     | Indépendant         | 172            | 0,8 %  | -    |
| Total                                                                                         | Total               | Total               | 22 509         | 100 %  |      |
| Le taux de participation lors de l'élection était de 64,7 % et 372 bulletins ont été rejetés. |                     |                     |                |        |      |

|                                                                                               | Nom                        | Parti            | Nombre de voix | %      | Maj.  |
| --------------------------------------------------------------------------------------------- | -------------------------- | ---------------- | -------------- | ------ | ----- |
|                                                                                               | François Gendron (sortant) | Parti québécois  | 9 267          | 42,2 % | 1 652 |
|                                                                                               | Serge Bastien              | Libéral          | 7 615          | 34,7 % | -     |
|                                                                                               | Nadia Racine               | Coalition avenir | 3 084          | 14,1 % | -     |
|                                                                                               | Ghislaine Camirand         | Québec solidaire | 1 354          | 6,2 %  | -     |
|                                                                                               | Grégory Vézeau             | Option nationale | 627            | 2,9 %  | -     |
| Total                                                                                         | Total                      | Total            | 21 947         | 100 %  |       |
| Le taux de participation lors de l'élection était de 63,4 % et 468 bulletins ont été rejetés. |                            |                  |                |        |       |

|                                                                                               | Nom                        | Parti            | Nombre de voix | %      | Maj.  |
| --------------------------------------------------------------------------------------------- | -------------------------- | ---------------- | -------------- | ------ | ----- |
|                                                                                               | François Gendron (sortant) | Parti québécois  | 12 066         | 51,4 % | 7 307 |
|                                                                                               | Sébastien D'Astous         | Coalition avenir | 4 759          | 20,3 % | -     |
|                                                                                               | Claude Nelson Morin        | Libéral          | 4 399          | 18,7 % | -     |
|                                                                                               | Ghislaine Camirand         | Québec solidaire | 1 260          | 5,4 %  | -     |
|                                                                                               | Grégory Vézeau             | Option nationale | 997            | 4,2 %  | -     |
| Total                                                                                         | Total                      | Total            | 23 481         | 100 %  |       |
| Le taux de participation lors de l'élection était de 67,8 % et 321 bulletins ont été rejetés. |                            |                  |                |        |       |

|                                                                                               | Nom                        | Parti                        | Nombre de voix | %      | Maj.  |
| --------------------------------------------------------------------------------------------- | -------------------------- | ---------------------------- | -------------- | ------ | ----- |
|                                                                                               | François Gendron (sortant) | Parti québécois              | 10 597         | 57,3 % | 5 280 |
|                                                                                               | Claude Nelson Morin        | Libéral                      | 5 317          | 28,8 % | -     |
|                                                                                               | Sébastien D'Astous         | Action démocratique          | 2 198          | 11,9 % | -     |
|                                                                                               | Grégory Vézeau             | Parti indépendantiste (2008) | 375            | 2 %    | -     |
| Total                                                                                         | Total                      | Total                        | 18 487         | 100 %  |       |
| Le taux de participation lors de l'élection était de 57,1 % et 258 bulletins ont été rejetés. |                            |                              |                |        |       |

|                                                                                               | Nom                        | Parti               | Nombre de voix | %      | Maj.  |
| --------------------------------------------------------------------------------------------- | -------------------------- | ------------------- | -------------- | ------ | ----- |
|                                                                                               | François Gendron (sortant) | Parti québécois     | 10 983         | 48,4 % | 5 454 |
|                                                                                               | Éric Mathieu               | Action démocratique | 5 529          | 24,4 % | -     |
|                                                                                               | Jean-Louis Carignan        | Libéral             | 5 376          | 23,7 % | -     |
|                                                                                               | Caroline Sigouin           | Québec solidaire    | 814            | 3,6 %  | -     |
| Total                                                                                         | Total                      | Total               | 22 702         | 100 %  |       |
| Le taux de participation lors de l'élection était de 70,8 % et 216 bulletins ont été rejetés. |                            |                     |                |        |       |

|                                                                                               | Nom                        | Parti               | Nombre de voix | %      | Maj.  |
| --------------------------------------------------------------------------------------------- | -------------------------- | ------------------- | -------------- | ------ | ----- |
|                                                                                               | François Gendron (sortant) | Parti québécois     | 9 677          | 45,4 % | 1 717 |
|                                                                                               | Jean-Louis Carignan        | Libéral             | 7 960          | 37,4 % | -     |
|                                                                                               | Claude Morin               | Action démocratique | 3 661          | 17,2 % | -     |
| Total                                                                                         | Total                      | Total               | 21 298         | 100 %  |       |
| Le taux de participation lors de l'élection était de 66,8 % et 305 bulletins ont été rejetés. |                            |                     |                |        |       |

|                                                                                               | Nom                        | Parti               | Nombre de voix | %      | Maj.  |
| --------------------------------------------------------------------------------------------- | -------------------------- | ------------------- | -------------- | ------ | ----- |
|                                                                                               | François Gendron (sortant) | Parti québécois     | 14 733         | 59,5 % | 7 400 |
|                                                                                               | Martin Veilleux            | Libéral             | 7 333          | 29,6 % | -     |
|                                                                                               | Michelle Melançon          | Action démocratique | 2 430          | 9,8 %  | -     |
|                                                                                               | René Lacroix               | Indépendant         | 274            | 1,1 %  | -     |
| Total                                                                                         | Total                      | Total               | 24 770         | 100 %  |       |
| Le taux de participation lors de l'élection était de 74,4 % et 273 bulletins ont été rejetés. |                            |                     |                |        |       |

|                                                                                               | Nom                        | Parti           | Nombre de voix | %      | Maj.   |
| --------------------------------------------------------------------------------------------- | -------------------------- | --------------- | -------------- | ------ | ------ |
|                                                                                               | François Gendron (sortant) | Parti québécois | 17 391         | 74,4 % | 11 398 |
|                                                                                               | Rodolphe Corriveau         | Libéral         | 5 993          | 25,6 % | -      |
| Total                                                                                         | Total                      | Total           | 23 384         | 100 %  |        |
| Le taux de participation lors de l'élection était de 73,8 % et 548 bulletins ont été rejetés. |                            |                 |                |        |        |

|                                                                                             | Nom                        | Parti           | Nombre de voix | %      | Maj.  |
| ------------------------------------------------------------------------------------------- | -------------------------- | --------------- | -------------- | ------ | ----- |
|                                                                                             | François Gendron (sortant) | Parti québécois | 15 588         | 67,4 % | 8 047 |
|                                                                                             | Marcel Lecyk               | Libéral         | 7 541          | 32,6 % | -     |
| Total                                                                                       | Total                      | Total           | 23 129         | 100 %  |       |
| Le taux de participation lors de l'élection était de 73 % et 508 bulletins ont été rejetés. |                            |                 |                |        |       |

|                                                                                               | Nom                        | Parti               | Nombre de voix | %      | Maj.  |
| --------------------------------------------------------------------------------------------- | -------------------------- | ------------------- | -------------- | ------ | ----- |
|                                                                                               | François Gendron (sortant) | Parti québécois     | 10 859         | 54,6 % | 2 345 |
|                                                                                               | Jocelyn Carrier            | Libéral             | 8 514          | 42,8 % | -     |
|                                                                                               | Claude Bourque             | NPD Québec          | 426            | 2,1 %  | -     |
|                                                                                               | Diane Lemire               | Socialisme chrétien | 73             | 0,4 %  | -     |
| Total                                                                                         | Total                      | Total               | 19 872         | 100 %  |       |
| Le taux de participation lors de l'élection était de 62,5 % et 124 bulletins ont été rejetés. |                            |                     |                |        |       |

|                                                                                               | Nom                        | Parti           | Nombre de voix | %      | Maj.  |
| --------------------------------------------------------------------------------------------- | -------------------------- | --------------- | -------------- | ------ | ----- |
|                                                                                               | François Gendron (sortant) | Parti québécois | 16 033         | 65,1 % | 8 384 |
|                                                                                               | Claire Labrèche            | Libéral         | 7 649          | 31,1 % | -     |
|                                                                                               | Gérard Croteau             | Union nationale | 932            | 3,8 %  | -     |
| Total                                                                                         | Total                      | Total           | 24 614         | 100 %  |       |
| Le taux de participation lors de l'élection était de 79,4 % et 176 bulletins ont été rejetés. |                            |                 |                |        |       |

|                                                                                               | Nom                          | Parti                 | Nombre de voix | %      | Maj.  |
| --------------------------------------------------------------------------------------------- | ---------------------------- | --------------------- | -------------- | ------ | ----- |
|                                                                                               | François Gendron             | Parti québécois       | 8 533          | 36,5 % | 1 224 |
|                                                                                               | Roger Bureau                 | Ralliement créditiste | 7 309          | 31,3 % | -     |
|                                                                                               | Jean-Hugues Boutin (sortant) | Libéral               | 5 456          | 23,3 % | -     |
|                                                                                               | Kenneth Kenny                | Union nationale       | 2 073          | 8,9 %  | -     |
| Total                                                                                         | Total                        | Total                 | 23 371         | 100 %  |       |
| Le taux de participation lors de l'élection était de 80,6 % et 283 bulletins ont été rejetés. |                              |                       |                |        |       |

|                                                                                             | Nom                    | Parti           | Nombre de voix | %      | Maj.  |
| ------------------------------------------------------------------------------------------- | ---------------------- | --------------- | -------------- | ------ | ----- |
|                                                                                             | Jean-Hugues Boutin     | Libéral         | 9 963          | 48,3 % | 2 712 |
|                                                                                             | Aurèle Audet (sortant) | Créditiste      | 7 251          | 35,1 % | -     |
|                                                                                             | Hauris Lalancette      | Parti québécois | 2 804          | 13,6 % | -     |
|                                                                                             | Marcel Bourgelas       | Union nationale | 513            | 2,5 %  | -     |
|                                                                                             | Wilfrid Banville       | Indépendant     | 106            | 0,5 %  | -     |
| Total                                                                                       | Total                  | Total           | 20 637         | 100 %  |       |
| Le taux de participation lors de l'élection était de 75 % et 153 bulletins ont été rejetés. |                        |                 |                |        |       |

## Référendums
|  | Référendum                     | % du OUI | % du NON | Taux de participation |
|  | Référendum de 1980             | 46,87 %  | 53,13 %  | 78,30 %               |
|  | Accord de Charlottetown (1992) | 31,58 %  | 68,42 %  | 76,41 %               |
|  | Référendum de 1995             | 61,83 %  | 38,17 %  | 90,12 %               |